# Earth Force
Earth Force est un trio de super-héros créés par Marvel Comics. Ils sont apparus pour la première fois dans Thor #395, en 1988.

## Origine
Quand le dieu maléfique Seth chercha à empêcher Hogun de rejoindre Thor, il donna la marque d'Aton à trois humains aux portes de la mort dans l'hôpital où Hogun était lui aussi soigné, après un combat contre Daredevil et la police de NYC. Les trois individus devinrent Earth Force, et Seth leur mentit pour qu'ils attaquent Thor. Ce dernier fut battu mais le trio, éprouvant des doutes, battit en retraite.
Ils retournèrent vite voir Thor pour s'excuser et s'allièrent à lui quand Seth envahit Asgard. Dans la guerre opposant les Asgardiens aux armées du dieu égyptien, les trois guerriers furent tués. Mais les Dieux égyptiens les ramenèrent à la vie, leur laissant la marque d'Aton, symbole de leur pouvoir mystique.
On revit le groupe lutter aux côtés du Docteur Strange contre Bloodaxe.
Récemment[Quand ?], Skyhawk a été assigné dans l'État de Washington pour le projet Initiative. Il fut révélé qu'il s'agissait en fait d'un Skrull infiltré lors de la Secret Invasion.

## Membres
- Earth Lord (Kyle Brock, policier) : il est aussi fort que Thor (classe 100) et peut grandir pour atteindre une taille de 4 mètres, en puisant dans l'énergie terrestre.
- Skyhawk (Winston Winchester, commerçant) : il peut soulever 10 tonnes et peut voler grâce aux ailes sous ses bras.
- Wind Warrior (Pamela Shaw, femme au foyer) : elle peut soulever 10 tonnes et se transformer en tornade. Elle peut aussi contrôler les vents et se faire porter par les courants aériens.